# Facteur d'ombre
Le facteur d'ombre, ou coefficient d'ombre, est une grandeur reflétant la performance thermique d'une section plane de verre (vitre ou mur rideau) dans un bâtiment.

## Définition
Le facteur d'ombre est le rapport entre le gain solaire dû à l'éclairement direct du soleil à travers une paroi de verre donnée, sur le gain solaire passant à travers un vitrage clair « Float » de 3 mm. Il est donc compris entre 0 et 1.
Il sert d'indicateur de la capacité du vitrage à isoler l'intérieur du rayonnement direct extérieur.
Le facteur d'ombre intervient dans le choix des vitrages, particulièrement pour les pièces chaudes. En effet, un faible facteur d'ombre est alors recherché pour diminuer le gain solaire.

## Déterminants
Le facteur d'ombre dépend de la couleur du vitrage et du degré de réflectivité. Pour les vitrages réfléchissants, il dépend aussi du type d'oxyde métallique utilisé.
Les verres réfléchissants ou à faible émissivité, traités par pulvérisation cathodique, tendent à avoir des facteurs d'ombre plus faibles que leurs équivalents à coating pyrolitique.